# Литературная премия Мао Дуня

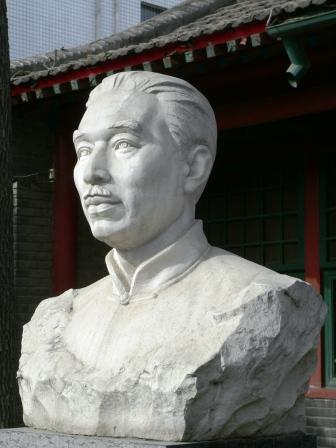
Бюст Мао Дуня

Премия Мао Дуня (кит. трад. 茅盾文學獎, упр. 茅盾文学奖, пиньинь Máo Dùn Wénxué Jiǎng, палл. Мао Дунь вэньсюэ цзян) — наиболее престижная литературная премия в Китае. Первый Министр культуры КНР (1949—1964) и первый председатель Союза китайских писателей (1953—1981) Мао Дунь скончался в 1981 году, но в своём завещании не только указал на необходимость организации подобной премии для китайских литераторов, но и передал 250 тысяч юаней для создания уставного фонда такого мероприятия. Союз китайских писателей поддержал эту идею, и в 1982 году прошла первая церемония вручения литературной премии имени Мао Дуня. Премия традиционно вручается нескольким романам, которые прошли тщательный отбор специально собранной комиссией. Несмотря на то, что, согласно уставу, премия должна присуждаться каждые три года, её проведение долгое время носило нерегулярный характер. Так, с 1982 года прошло всего десять церемоний награждения — в 1982, 1985, 1991, 1997, 2000, 2005, 2008, 2011, 2015 и в 2019 году.

## Отбор номинантов
Всякое номинированное произведение должно отвечать следующим требованиям:
- Номинированное произведение должно иметь объём не менее 130 тысяч иероглифов и быть опубликовано не ранее чем за год до церемонии награждения (так, лауреаты первой премии (1982) отбирались среди романов, вышедших в свет с 1977 по 1981, а лауреаты второй (1985) — среди романов, опубликованных между 1982 и 1984 годами).
- Не менее половины членов жюри должны быть согласны с включением номинанта в шорт-лист.
- Чтобы быть номинированными, многотомные произведения должны быть завершены (при этом не обязательно многотомное произведение будет номинировано целиком — так 1982 году лауреатом стал Яо Сюэинь со второй частью романа «Ли Цзычэн» («李自成», «Ли Цзычэн»), а в 2000 году премию получили только первые два тома трилогии «Чайные люди» («茶人», «Чажэнь») Ван Сюйфэна).
- Только романы на китайском языке могут быть номинированы на премию. Однако, произведения на языках национальных меньшинств также могут быть допущены к участию, если существует их перевод на китайский язык.
- Каждый номинант-автор должен быть представлен не более чем одним произведением.

## Отбор жюри
Члены стипендиального комитета, как и участники конкурса, проходят весьма непростое испытание. Их кандидатуры выдвигаются региональными отделениями Союза китайских писателей или родственными структурами и проходят сложную процедуру отбора во многих инстанциях. Важным критерием является и то, что не менее половины членов комитета от премии к премии должны обновляться. Гарантом беспристрастности члена жюри становятся многочисленные обязательства, которые он на себя возлагает — таким образом, ему запрещается принимать подарки или участвовать в банкетах, которые непременно устраиваются номинированными писателями, также ему нельзя состоять в тесной дружеской и, тем более, родственной связи ни с одним из номинантов. Справедливость и объективность награды дополнительно подкрепляется тем, что для включения номинанта в шорт-лист положительный ответ должны дать не менее половины членов жюри, а для присуждения премии — не менее двух третей. Для устранения недоразумений отбор произведений производится открытым голосованием.

## История награждений

### Первая награда
Уже первая премия задала высокий стандарт и уровень престижа. Во-первых, сама церемония награждения проходила в Доме народных собраний в Пекине. Во-вторых, председателем жюри стал сменивший на посту председателя Союза китайских писателей Мао Дуня — Ба Цзинь. В-третьих, в жюри вошли ещё четырнадцать крупных литераторов: писательница Дин Лин, писатель и литературовед Фэн Чжи, поэт Ай Цин, писатель Лю Бай-юй, писатель и пропагандист Оуян Шань, писательница Вэй Цзюньи, редактор многочисленных изданий и писатель Кун Лосунь, литературный критик Фэн Му, писатель Чжан Гуаннянь, писатель и критик Чэнь Цися, писатель и литературовед Чэнь Хуанмэй, а также писатели Се Юнван, Теъи Фуцзян и Чжи Хэцзин.
Лауреатами премии стали шесть писателей:
1. Вэй Вэй и роман «Восток» («东方», «Дунфан»)
В произведении нашли отражение события начала 50-х годов: жизнь китайского крестьянства и корейская война. Автор большое внимание уделил значимости победы корейского народа в борьбе против агрессии США. В основе повествования — одно из подразделений китайских добровольцев, которые помогают корейским крестьянам отстоять свои права. Также автор обращается к пробеле бедности и истощенности корейской деревни, зверства угнетателей помещиков и захватчиков империалистов. Книга пропитана патриотическим настроением и героизмом.
2. Чжоу Кэцинь с романом «Сюй Мао и его дочери».
Роман о тяготах сельской жизни времен Культурной революции. В центре повествования — семья фермера Сюй Мао, которая проживает в одной из отдаленных деревушек провинции Сычуань. Автор старается отразить разрушительные для деревни события 70-х годов: голод, размытие крестьянства, расшатывание устоев местного населения, стирание менталитета. При всей трагичности ситуации в романе присутствует надежда на счастливое будущее, на то, что изменения к лучшему осуществятся, а иначе просто не может быть…
3. Ли Говэнь (李国文) с романом «Весна среди зимы» («冬天里的春天», «Дунтянь ли дэ чуньтянь»)
Ли Говань предложил историю одного человека, который, по сути, является историей всего Китая — он прошел сложный сорокалетний путь: антияпонское сопротивление, войну, становление КНР, Культурную революцию и разгром Банды четырёх. Каждое из этих исторических событий отозвалось «шрамом» в его душе, но он продолжает жить. Автор предложил читателям клубок беспорядочных воспоминаний, из которого невозможно вытащить только одно — следом обязательно потянется и другое…
4. Мо Инфэн (莫应丰) и роман «Генеральский клич» («将军吟», «Цзянцзюнь инь»)
В этом романе писатель обращается к судьбам трех генералов в годы Культурной революции. Если Чжоу Кэцинь в романе «Сюй Мао и его дочери» показал удаленные от столицы деревушки, то Мо Инфэн отразил столичные коридоры. Он показал всему Китаю, как железные генералы, прошедшие горнила войн и революций, подвергаются пыткам и публичному унижению, как близкие соратники становятся врагами, и никто уже не может ответить на простые вопросы — кто герой и кто предатель?
5. Гу Хуа и роман «В долине лотосов».
Автор описывает южные провинции Китая между 1963 и 1979 годами. Сложная политическая и экономическая обстановка в новом государстве нигде не ощущалась так остро, как в деревнях. И Гу Хуа взял на себя роль проводника для читающего населения Китая по убогим китайским деревушкам в эти непростые пятнадцать лет. Это произведение получило множество высоких оценок, в 1986 году на русский язык его перевел Владимир Иванович Семанов (Гу Хуа «В долине лотосов» М., 1986).
6. Яо Сюэинь со второй частью романа «Ли Цзычэн».
Яо Сюэинь в своем романе описал события конца династии Мин и крестьянскую войну. В центре повествования — один из лидеров крестьян и его борьба. Автор сумел сохранить баланс между исторически верным изложением событий и высокими идеалами народной борьбы. В своем многотомном произведении он сумел ответить на важные вопросы: какова природа крестьянского восстания и какие цели преследовали бунтовщики. Роман состоит из пяти частей, а его первая часть получила высокую оценку Мао Цзэдуна.
Премия пришлась на первые годы оттепели после Культурной революции. Большой популярностью пользовалась «литература шрамов» и пришедшая ей на смену «литература дум о прошедшем». Происходило переосмысление Культурной революции и многих других исторических событий. Романы лауреатов этой премии не только являются лучшими образцами литературы того времени, но и представляют наиболее полную картину того, что происходило на тот момент в китайском обществе.

### Литературная премия Мао Дуня 1985 года
Состав жюри расширился с четырнадцати до восемнадцати человек, с другой стороны он значительно обновился. Только шесть членов предыдущего жюри остались в отборочном комитете 1985 года — Дин Лин, Чжан Гуаннянь, Фэн Му, Лю Байюй, Чэнь Хуанмэй и Се Юнван. Оставшиеся же двенадцать мест заняли сравнительно молодые писатели и критики: Ужээрту, Сюй Цзюеминь, Чжу Чжай, Лу Вэньфу, Чэнь Юн, Линь Мохань, Ху Цай, Тан Инь, Гу Сян, Хуан Цююнь, Кан Чжо и Шао Хуа.
1. Ли Чжунь с романом в двух частях «Хуанхэ течет на восток» («黄河东流去», «Хуанхэ дун люцюй»)
Роман рассказывает о вторжении японской армии в 1938 году и событиях, которые разворачивались в следующие десять лет, вплоть до установления Китайской Народной Республики, в провинциях Хэнань, Цзянсу и Аньхой. Автор показывает не только тяготы жизни крестьянского населения — японская оккупация, лишения военного времени, разрушительное наводнение и голод, но также знакомит читателей с совершенно особенным укладом местной жизни и обычаями.
Большое внимание Ли Чжунь уделил такому выразительному средству как язык. С одной стороны, язык романа прост и естественен — во многом опирается на простонародные наречия тех мест. С другой, многие критики, отмечая высокое мастерство автора, подчеркивают тонкость и легковесность нити повествования. Именно это позволило Ли Чжуню создать реалистичные образы местных жителей и вызвать у читателя чувство соприсутствия.
«Хуанхэ течет на восток» завоевал большую популярность — роман пережил не одно переиздание. Кроме того, это одна из немногих книг современной китайской литературы, при издании которой большое внимание уделяется оформлению: существует целых три набора иллюстраций, выполненных специально для этого романа, — все они сделаны в разных стилях, но каждый из них получил блестящие отзывы. В 90-х годах по мотивам романа был снят телесериал.
2. Чжан Цзе с романом «Тяжелые крылья» («沉重的翅膀», «Чэньчжун дэ чибан»)
Писательница Чжан Цзе стала первой женщиной-лауреатом премии Мао Дуня, более того она получала эту премию дважды (второй раз в 2005 году за роман «Без слов» («无字», «Уцзы»)). В романе «Тяжелые крылья» она затронула проблему экономической реформы и обновления китайского общества. Большое внимание писательница уделила не только социальным и экономическим вопросам, но и личным переживаниям героев, их жизненной философии, отношениям в семье и на работе. Писательница с большим уважением отнеслась к материалу и сумела создать достаточно полную картину событий, произошедших на рубеже 70-80-х годов. Она отразила жизнь практически всех социальных групп, и, более того, ей удалось отразить отношение своих героев к происходящим в стране изменениям, подчеркнуть их важность не через лозунги, но через поступки, слова и мысли. В её романе затронуто множество тем и проблемных вопросов — экономика, политика, философия, этика, фольклор, литература и искусство.
В 1989 году роман был переведен на русский язык Владимиром Ивановичем Семановым.
Чжан Цзе «Тяжелые крылья» (в переводе В. И. Семанова) М.: «Радуга», 1989.
3. Лю Синьу с романом «Башня колокола и барабана» («钟鼓楼», «Чжунгулоу» // в советско-российской традиции принято название «Барабанная башня»)
В 1984 году один из зачинателей «литературы шрамов» — Лю Синьу — представил широкой публике свой первый роман «Башня колокола и барабана». Писатель остался верен своей реалистической манере повествования, существует даже мнение, что роман основан на реальных событиях и создавался с привлечением очевидцев. По крайней мере сам Лю Синьу делает все, чтобы убедить в этом читателя. Писатель рассказывает о жизни в Пекине начала 80-х годов. В повествование вплетено множество самых различных персонажей — кажется, что писатель ставит перед собой задачу отразить мельчайшие детали жизни и образа мысли пекинских обывателей всех социальных групп.
Все повествование укладывается в один день, но автор выстраивает его таким образом, что перед читателем разворачиваются даже малейшие изменения, произошедшие в городе. День становится месяцем, годом, столетием, но Пекин не утрачивает своего очарования, а Башня колокола и барабана все ещё высится над ним.
В небольшом романе Лю Синьу удается создать слепок столичного города, отразить множество аспектов его жизни, а тонкий психологизм повествования позволил произведению сохранить свою актуальность вплоть до сегодняшнего дня. Не так давно по мотивам романа был снят телесериал, который пользовался большой популярностью.
Вторая литературная премия Мао Дуня была политизирована в значительно меньшей степени, чем первая. Хотя, произведения по-прежнему поднимали важные политические и социальные проблемы, и жюри, и читатели больший интерес проявили не к идеологически выверенным произведениям, но к тем произведениям, в которых затрагиваются актуальные, насущные проблемы. Кроме того, большое внимание теперь уделялось не только идейному содержанию, но и художественному исполнению. Слабые, с эстетической точки зрения, «литература шрамов» и «литература дум о прошедшем» уступали место более развитым направлениям реалистичной литературы, а местами, и литературному авангарду.

### Литературная премия Мао Дуня 1991 года
В 1991 году прошла третья церемония вручения премии Мао Дуня. Из года в год членами стипендиального комитета становились писатели, критики, литературоведы и издатели самого высокого ранга. Жюри 1991 года не стало исключением. 16 профессионалов: Дин Нин, Ма Фэн, Лю Байюй, Фэн Му, Чжу Чжай, Цзян Сяотянь, Ли Сифань, Мала Циньфу, Мэн Вэйцзай, Чэнь Хуанмэй, Чэнь Юн, Ху Шиянь, Юань Ин, Кан Чжо, Хань Жуйтин и Цай Куй — собрались вместе для того, чтобы определить, какие произведения, из написанных между 1985 и 1988 годом, достойны получить престижнейшую литературную премию. Однако, эта церемония вручения премии была отмечена и неприятным моментом — приболевший Ба Цзинь не смог возглавить жюри, и оно осталось «обезглавленным». Тем не менее, 30 марта 1991 года в Доме народных собраний в Пекине состоялось вручение третьей по счету и самой богатой на лауреатов литературной премии Мао Дуня.
В 1991 году премию получили шесть писателей. Кроме того, было присуждено и две дополнительные премии.
1. Хо Да с романом «Похороны мусульманина» («穆斯林的葬礼», «Мусылинь дэ цзанли»)
Роман посвящён проблеме интеграции мусульман в современное китайское общество, деформации их собственной культуры, традиций и обычаев. Все это описано на примере истории трех поколений одного мусульманского семейства. На страницах романа Хо Да постаралась отразить последствия глубоких культурных травм и надломов, которые произошли в жизни мусульман за последние шестьдесят лет. Это первое произведение, написанное представителем национальных меньшинств, которое было удостоено литературной премии Мао Дуня. Сразу после выхода и ещё на протяжении долгого времени оно оставалось в списке китайских бестселлеров. Оно было переведено на основные европейские языки и в целом весьма положительно оценено многими зарубежными критиками. В 1993 году роман был экранизирован.
2. Лу Яо и роман «Обычный мир» («平凡的世界», «Пинфань дэ шицзе»)
В своем трехчастном романе «Обычный мир» Лу Яо представил читателям панораму жизни обычных людей в обычном мире. В его романе нет ни героев, ни злодеев — только бесконечная череда противопоставлений. Город и село, беднота и привилегированные чиновники, труд и любовь, разочарования и радости, повседневность и громадные социальные потрясения. События последнего десятилетия новейшей китайской истории описаны так, как их видели миллионы людей, и поэтому главное противопоставление в тексте разворачивается между уверенно шагающей вперед историей человечества и скромной жизнью обычного человека.
3. Лю Бай-юй и роман «Второе солнце» («第二个太阳», «Ди эр гэ тайян»)
Роман посвящён борьбе Народно-освободительной армии Китая в 1949. В центре повествования — боевые действия в провинции Хунань и битва за Ухань. Тяготы походов, коварство врага, кровопролитные сражения, разрушенные войной семьи и сладко-горькая победа. В конце романа главного героя приглашают в Пекин, чтобы он принял участие в церемонии провозглашения основания КНР — вот оно, «второе солнце». Лю Байюй также был членом жюри.
4. Лин Ли с романом «Юный император» («少年天子», «Шаонянь тяньцзы»)
Роман писательницы Лин Ли «Юный император» посвящён жизни императора династии Цин Фулиня. Именно при нём произошло окончательное крушение Мин, мятежные крестьяне во главе с Ли Цзычэном были усмирены, «восьмизнаменная армия» маньчжур взяла Пекин, а его жители обрили головы в знак того, что принимают подданство империи Цин. Это история о том, как мальчик становится императором — путь его взросления и постижения тайн политических интриг, экономических ценностей и военного ремесла. Роман получил высокие оценки и был признан одним из лучших исторических романов на китайском языке. В 2003 по мотивам романа был снят сорокасерийный сериал с одноименным названием, который имел большой успех.
5. Сунь Ли и Юй Сяохой с совместной работой «Очарование города» («都市风流», «Души фэнлю»)
В своем совместном романе Сунь Ли и Юй Сяохой представляют читателю вольные зарисовки из жизни обычного города. В центре внимания личные отношения и рабочие ситуации муниципалитета: налоги, дорожные развязки, жилищные вопросы на фоне достаточно запутанных отношений между бесконечными секретарями, начальниками и их заместителями. У каждого своя история, свои принципы и свои мотивы поступать именно так и никак иначе… Все ещё больше усложняется неустойчивой политической ситуацией в самой КНР — Культурная революция и оттепель, гонения и реформы. У авторов отлично получился сложный психологический роман.
6. Сяо Кэ с романом «Кровь на горе Лосяо» («浴血罗霄», «Юйсюэ ло сяо») (дополнительная премия)
Генерал Сяо Кэ, бывший председатель НПКС Китая, представил в своем романе народную борьбу против японской оккупации в 1933 году. Главной отличительной особенностью этого произведения от других текстов подобной тематики стала жесткая реалистическая манера, которую избрал автор. Он представил войну не как сцену для подвига, но как ежедневную тяжелую работу, как место, где встречаются страх, кровь и грязь — такая противоречивая трактовка принесла Сяо Кэ дополнительную премию Мао Дуня 1991 года и весьма неоднозначные отзывы критиков и представителей старшего поколения.
7. Сюй Синъе и роман «Сломанная золотая чаша» («金瓯缺», «Цзиньоу цюэ») (дополнительная премия)
Роман посвящён междоусобной войне 13 века между государствами Сун, Ляо и Цзинь. Произведение выполнено с соблюдением всех канонов исторического романа, а значит включает в себя описание политических интриг, военных действий и тягот народа. От прочих представителей этого жанра данный роман выгодно отличается бережным отношением к реальным историческим фактам и мастерским вплетением вымысла в общую канву повествования. Кроме того, роман был отмечен правительством Шанхая наградой в честь сорокалетия со дня основания КНР. Несмотря на то, что Сюй Синъе оставил после себя ещё не одно произведение, для многих китайских читателей он остался автором одного романа…

### Литературная премия Мао Дуня 1997 года
Церемония вручения четвёртой премии прошла в Доме народных собраний в Пекине в апреле 1998 года, то есть более чем через семь лет после вручения третьей.
Стипендиальное жюри четвёртой премии возглавил председатель Союза китайских писателей Ба Цзинь, а состав жюри вновь расширился, на этот раз до 22 членов: Лю Байюй, Чэнь Чанбэнь, Дин Нин, Лю Юйшань, Цзян Сяотянь, Чжу Чжай, Дэн Юмэй, Чэнь Юн, Ли Сифань, Чэнь Цзянонг, Чжэн Бонун, Юань Ин, Гу Сян, Тан Дачэн, Го Юньдэ, Се Юнван, Хань Жуйтин, Цэн Чжэньнань, Лэй Да, Юн Вэньхуа, Цай Куй и Вэй Вэй. Среди множества романов, написанных между 1989 и 1994 годами, ими были отобраны всего четыре: «Равнина белого оленя» Чэнь Чжунши, «Война и люди» Ван Хо, «Белые ворота ивы» Лю Сыфэня и «Ярость осени» Лю Юйминя. Такие результаты, особенно после урожайной третьей премии, когда лауреатами стали сразу восемь писателей, выглядят более чем скромно. Тем не менее, позвольте представить Вам отобранные комиссией произведения:
1. Чэнь Чжунши и «Равнина белого оленя» («白鹿原», «Байлуюань»)
В 1993 году Чэнь Чжунши представил широкой публике произведение, которое вот уже много лет держится в списке бестселлеров: его читают, его ставят на сцене, его экранизируют. Роман-эпопея раскрывает 50 лет истории китайской деревни на примере одной семьи: революция, японское вторжение, смута, трехлетняя война, установление нового государства, неурядицы нового строя. Окружающая действительность стремительно разрушает семейную идиллию, и шесть свадеб оборачиваются шестью похоронами — трагичный, завораживающий, всеохватывающий роман нового времени. Его неоднократно называли вершиной шестидесятилетней истории современной китайской литературы.
2. Ван Хо и «Война и люди» («战争和人», «Чжаньчжэн хэ жэнь»)
Это, наверное, один из самых «звездных» романом среди тех, которым присуждалась литературная премия Мао Дуня. Кроме непосредственно премии Мао Дуня он удостоился первого места на Народной Литературной премии (1986—1994), стал лауреатом Второй Национальной литературной премии, был отмечен как выдающийся роман Восьмой пятилетки. Такое внимание к роману было вызвано тем, что автор сумел сохранить баланс между увлекательным повествованием, высоким эстетическим стандартом и глубоким патриотизмом своего произведения. «Война и люди» с момента выхода широко используется для патриотического воспитания молодежи.
Роман состоит из трех частей, которые хоть и связаны между собой, но вполне могут выступать и как самостоятельные литературные произведения. В них описываются события времен сопротивления японским захватчикам, а также последствия осуществления политических программ Гоминьдана и КПК.
3. Лю Сыфэнь и «Белые врата ивы» («白门柳», «Баймэньлю»)
Только первые две части трехтомного романа Лю Сэфэня были удостоены премии Мао Дуня. Роман повествует о закате последней национальной династии Мин. Особое внимание автор уделяет не внешним причинам упадка Империи, а причинам внутренним. Он тщательнейшим образом описывает дворцовые интриги, борьбу группировок у трона последнего императора, детально прорабатывая портреты всех исторических личностей. Как и прочие исторические романы, получившие премию Мао Дуня, «Белые врата ивы» отличается внимательным отношением к реальным историческим фактам, которые аккуратно и очень искусно оплетены вымыслом.
4. Лю Юйминь и «Ярость осени» («骚动之秋», «Саодун чжи цю»)
Лю Юйминь коснулся в своем романе сложного вопроса экономических реформ в деревне. Главный герой — Юэ Пэнчэн — выступает в роли типичного представителя делового крестьянства. Он полон новых идей, но не готов полностью отойти от идеалов и ценностей старого мира. Из-за этой неопределенности он оказывается «плененным» между двумя мирами — он не может найти взаимопонимания с отцом, но и на поддержку сына рассчитывать не приходится. Юэ Пэнчэн отчаянно мечется между семейными неурядицами и попытками реформировать хозяйство… Этот роман представил новое измерение извечного конфликта «отцов и детей» в быстро меняющемся Китае.

### Литературная премия Мао Дуня 2000 года
11 ноября 2000 года прошла пятая церемония вручения одной из престижнейших литературных премий Китая — премии Мао Дуня. От всех предыдущих она отличалась тем, что впервые проходила не в пекинском Доме народных собраний, а на родине своего основателя — в провинции Чжэцзян.
Кроме того, впервые было установлено четкое число членов стипендиального комитета — двадцать один человек. Место председателя традиционно занял председатель Союза китайских писателей Ба Цзинь, но на тот момент долгожителю китайской литературы было уже 95 лет, и поэтому при нём были учреждены три позиции заместителей, которые заняли Чжан Це, Дэн Юмэй и Чжан Цзюн. Рядовыми членами жюри стали известные писатели и критики — Дин Чжэньхай, Ма Чжэньфан, Малациньфу, Янь Цзяянь, Ли Сифань, Ли Говэнь, Ян Чжицзинь, У Бинцзе, Лу Вэньху, Чэнь Цзянгун, Чжэн Бонун, Кэ Янь, Лин Ли, Янь Ган, Цэн Чжэньнань, Лэй Да и Цай Куй.
В 2000 году члены стипендиального комитета отобрали всего четыре произведения, написанные между 1995 и 1998 годами.
1. А Лай, «Как осядет пыль» («尘埃落定», «Чэнь ай ло дин»)
Тибетец А Лай представил широкой публике противоречивое и сложное произведение. Это история о человеке, отличающемся от остальных, который постоянно противостоит окружающему миру. Большое внимание автор уделил атмосфере своего родного края, его традициям и обрядам. Кроме сюжета и атмосферы, книга привлекла читателей и членов жюри высокой степенью поэтичности и выразительностью языка. Писатель Лю Цзяньвэй уверено пророчил А Лаю Нобелевскою премию по литературе, и его мнение разделяли многие члены жюри, но живущий в гармонии с КПК тибетец так и не смог пробиться даже в шорт-лист. Однако, в самом Китае книга любима до сих пор — её неоднократно ставили на сцене и даже сняли по ней сериал.
2. Ван Аньи, «Песня о вечной скорби» («长恨歌», «Чжан хэнь гэ»)
Этот роман часто называют вершиной творчества Ван Аньи. История жизни женщины, сорок лет, сжатые в один роман. Книга начинается в сороковые, когда главная героиня, ещё будучи школьницей, завоевывает титул «Мисс Шанхай», и заканчивается в восьмидесятых, когда её по причине денег убивают одноклассники собственной дочери. Это история жизни, взлетов и падений отдельно взятой женщины, тогда как история всего города, страны и даже целого мира становится не более чем фоном. Это глубокое психологическое произведение до сих пор держится в списках бестселлеров, оно переведено на многие иностранные языки и уже называется «новой классикой».
3. Чжан Пин, «Выбор» («抉择», «Цзюэцзэ»)
Ни одна премия Мао Дуня не обходится без социального романа. И в 2000 году таким романом стал «Выбор» Чжан Пина. Главный герой книги — новоизбранный мэр Ли Гаочэн — оказывается вовлечен в сговор. Тайное расследование установило, что его родственники, друзья, подчиненные и бывшее начальство участвуют в денежных махинациях и в растратах средств государственного бюджета. Мэр оказывается перед непростым выбором — доложить обо всем вышестоящим инстанциям или сделаться соучастником. В фокусе — душевные муки главного героя.
4. Ван Сюйфэн «Чайные люди» («茶人», «Чажэнь»)
Литературную премию получили первые две части трехтомника «Чайные люди» Ван Сюйфэна. Автор романа предложил своим читателям посмотреть на китайскую культуру через призму чайных традиций. Три поколения семьи в Ханчжоу пережили свои моменты счастья и трагические потрясения, но сумели удержаться вместе, потому что сохраняли в себе стержень китайской культуры, немаловажной частью которой является и культура чая. Роман затронул актуальные для меняющегося Китая вопросы культурной самобытности, необходимости сохранять и передавать ориентиры прошлого.

### Литературная премия Мао Дуня 2005 года
Шестая церемония вручения премии прошла 26 июля 2005 года на родине её основателя — в небольшом городке Учжэнь провинции Чжэцзян. Она была омрачена болезнью столетнего председателя Союза китайских писателей — Ба Цзиня, который уже во второй раз не смог лично вести церемонию награждения. Его место занял писатель Чжан Цзюн, который на предыдущей церемонии был одним из трех заместителей председателя, а Чэнь Цзяньгун и Ван Цзюйцай заняли при нём места заместителей. Кроме того, в состав стипендиального комитета вошли: Е Синь, Чжу Сянцянь, Чжун Чэнсян, Сунь Юй, Хэ Кайсы, Ян Чжицзинь, У Сюмин, Чжан Фань, Чжан Яньлин, Малациньфу, Ли Син, Янь Цзяянь, Хун Цзычэн, Хэ Шаоцзюнь, Го Юньдэ, Цинь Цзинь, Пу Чжэньнань и Лэй Да.
Первичный отбор произведений произошел в октябре 2003 года, а в январе 2005 года только 25 из 155 отобранных произведений вошли в шорт-лист премии, и уже 11 апреля был оглашен окончательный список лауреатов: Сюн Чжаочжэн, Чжан Цзе, Сюй Гуйсян, Лю Цзяньвэй и Цзун Пу.
1. Сюн Чжаочжэн и «Чжан Цзюйчжэн (роман)»
Традиционно один из лауреатов представил исторический роман: произведение Сюн Чжаочжэна посвящено влиятельнейшему чиновнику эпохи Мин, главе Дворцового секретариата («内阁», «нэйгэ») — Чжан Цзюйчжэну. На протяжении более чем десяти лет он являлся фактически единоличным правителем Китая и развернул целый комплекс реформ: при нём была значительно переработана существующая налоговая система, введен порядок аттестации чиновников и усовершенствована экзаменационная система, были произведены всеобщий обмер и регистрация пахотных земель, серьезно сокращены расходы императорского дворца. Благодаря Чжан Цзюйчжэну Империя Мин стала цветущим государством, а падение династии было отсрочено более чем на шестьдесят лет. Четырёхчастный роман начинается с восхождения юноши к власти и завершается смертью чиновника: его семья лишается всех титулов, привилегий, всего имущества, на неё ложится тень позора, который оказывается только на руку высокопоставленными противниками Чжан Цзюйчжэна. Как и многие авторы исторических романов, лауреаты премии Мао Дуня, Сюн Чжаочжэн потратил много времени на сбор информации о своем герое — написание четырёх томов заняло более десяти лет, хотя основное внимание он, конечно, уделил не историческим фактам, а психологическому портрету Чжан Цзюйчжэна, дворцовым интригам и межличностным отношениям.
2. Цзун Пу и «Записки о спрятавшихся на Востоке» («东藏记», «Дунцан цзи»)
Вторая часть четырёхтомника Цзун Пу «Разросшаяся дикая тыква» («野葫芦引», «Ехулу инь») о японской оккупации посвящена совершенно неожиданной теме. Во времена великого ученого, переводчика и педагога Цай Юаньпэя в раздираемой смутой стране в противовес старейшему Пекинскому Университету создается Юго-западный Объединенный Университет. Цзун Пу в своем произведении описывает жизнь студентов новой научной столицы Китая — раскрывает представления и размышления образованнейших людей о том, что происходит с их страной и куда следует двигаться. В основу этой части романа вошли и реальные исторические документы, и личные воспоминания писательницы. Благодаря этому ей удалось воссоздать удивительную атмосферу университета в непростое время: студенческое товарищество и верная дружба, любовь к родине и ненависть к врагам, молниеносные порывы и кропотливые размышления. Это произведение считается лучшей работой Цзун Пу, язык и структура романа обязательны для изучения на литературоведческих факультетах Китая и стран Юго-восточной Азии.
3. Чжан Цзе и «Без слов» («无字», «Уцзы»)
В 2005 Чжан Цзе стала единственным двукратным лауреатом Литературной премии Мао Дуня (первый раз она получила её за двадцать лет до этого — в 1985 году за роман «Тяжелые крылья» («沉重的翅膀», «Чэньчжун дэ чибан»)). Но если в своей первой «звездной работе» она обращалась к социально-политической теме — реформам 70-80-х годов и их влиянию на человеческие судьбы, то на этот раз её произведение скорее психологическое. В основе романа история трех поколений женщин одной семьи — их жизни полны разочарований и трагедий, и ни одна из них не преуспела в любви. И как апогей — история самой младшей из них, которая прошла мучительный развод и оказалась в психиатрической лечебнице. Чжан Цзе показала своим читателям судьбы миллионов современных женщин Китая, обнажила такие душевные раны, которые не принято показывать — она одна из первых вновь подняла тему сильной женщины в современном мире, настолько сильной, что это становится её слабостью и проклятьем. Глубокие душевные переживания героини, чувство собственной неудовлетворенности, конфликт с внешним миром и с собой — вот то, на что должно обратить внимание общество и от чего нужно спасать «сильных» современных женщин.
4. Лю Цзяньвэй и «Время героев» («英雄时代», «Инсюн шидай»)
Своим романом «Время героев» Лю Цзяньвэй пытается доказать, что время героических и самоотверженных поступков не ушло в прошлое: просто быть героем во время революции и войны, и весьма сложно, когда над головой мирное небо. На войне героизм — это порыв, а в мирное время — это тяжелая беспрестанная работа над самим собой, враги перестают быть очевидными, а слабость и глупость не наказываются смертью, и оттого этот героизм хоть и менее очевиден, но зачастую требует больших усилий. Однако, автор отказался от описания повседневной рабочей рутины, он постарался раскрыть читателям, как на фоне разрушительного наводнения 1998 года продолжается жизнь: борьба за реформы, противостояние характеров, решение насущных вопросов. Да, он поставил своих героев в ситуацию, когда героизм необходим, но этот героизм совсем не похож на тот, который культивировался в литературе прежде.
5. Сюй Гуйсян и «Небо истории» («历史的天空», «Лиши дэ тянькун»)
И конечно, ещё ни разу премия Мао Дуня не обошла стороной героический роман на тему революционно-освободительной борьбы первой половины XX века. В своем романе о китайско-японской войне Сюй Гусян показал своим читателям становление и взросление человека нового общества. В романе достаточно четко разграничены поколения: взрослые идейно крепкие революционеры и ещё неокрепшая молодежь. Писатель проводит своего героя через сцены истребления японцами деревень, кровопролитные сражения, через мучительные раздумья — он заставляет его полюбить и возненавидеть, а затем отстраниться от эмоций. Только так, по мнению автора, можно осознать истинные революционные идеалы. Уделяя большее внимание внутренним монологам и переживаниям героев, автор старается показать их взросление и становление.

### Литературная премия Мао Дуня 2008 года
После шести месяцев строгого отбора, 25 октября 2008 года члены стипендиального комитета и лауреаты 7-й Литературной премии Мао Дуня вновь съехались на родину одного из известнейших китайских писателей для вручения самой авторитетной премии в области литературы Китая. После смерти Ба Цзиня место председателя Союза китайских писателей заняла Те Нин, согласно устоявшейся традиции, она председательствовала и на церемонии вручения премии, а Чэнь Цзяньгун и Ли Цуньбао были при ней заместителями. Кроме того, в процессе отбора участвовали: Дин Линьи, Ню Юйцю, Жэнь Фукан, У Бинцзе, Хэ Сянян, Ван Чжэн, Ван Шоудэ, Чжан Сяоин, Чэнь Сяомин, Ху Пин, Хэ Шаоцзюнь, Го Юньдэ, Гун Чжэнвэнь, Янь Цзинмин, Се Юшунь, Лай Дажэнь и Сюн Чжаочжэн. При этом жюри в значительно большей степени, чем во все предыдущие годы, было разбавлено представителями национальных меньшинств, сразу три писателя: монгол Бао Миндэ, тибетец Цыжэнь Лобу и представитель народности туцзя Е Мэй — участвовали в работе стипендиального комитета.
Из более чем двухсот романов, написанных между 2003 и 2006 годами было выбрано только четыре: «Циньцян» («秦腔», «Цинь Цян») автора Цзя Пинва, «Правый берег реки Аргунь» («额尔古纳河右岸», «Ээргунахэ ю ань») Чи Цзыцзянь, «Козни» («暗算», «Аньсуань») Май Цзя и «Блестящие озёра и живописные горы» («湖光山色», «Хугуан шаньсэ») Чжоу Дасиня.
1. Цзя Пинва и роман «Циньцян» («秦腔», «Циньцян»)
Цзя Пинва четырежды перерабатывал роман «Циньцян» прежде, чем выпустить его в печать. Со слов писателя, все его творчество было вдохновлено родными ему местами — уездом Данфэн провинции Шэньси, но только в этой книге читателю представлено его реалистичное описание. Многие критики, да и сам автор, отмечают, что «Циньцян» стал вершиной его творческой самореализации. В романе, посвящённом родине автора, затрагиваются такие серьезные вопросы как жизнь современной деревни, её культурная аутентичность, традиции. Сочетание мастерства автора, его личной заинтересованности и актуальной проблематики романа позволило ему получить высочайшую оценку среди критиков, а вручение Литературной премии Мао Дуня сделало событием достаточно предсказуемым.
2. Чи Цзыцзянь и «Правый берег реки Аргунь» («额尔古纳河右岸», «Ээргунахэ ю ань»)
Подобно Цзя Пинва, в стилистике «литературы родных краев» работает и северо-восточная писательница Чи Цзыцзянь. Её роман «Правый берег реки Аргунь» рассказывает о жизни эвенков, много лет обитающих на русско-китайской границе. Произведение изобилует описаниями природы, ритуалов, традиционного уклада жизни этого кочевого народа. Холодные тяжелые годы, время японских захватчиков, Культурная революция, современная цивилизация — влияние и угрозы всех этих событий размывали и закаляли жителей этих мест, а традиции продолжали передаваться из поколения в поколение пусть поредевшего, но сильного народа. Критики считают этот роман одним из лучших произведений региональной литературы, а в 2008 он плотно обосновался в десятке бестселлеров.
3. Роман Май Цзя «Козни» («暗算», «Аньсуань»)
Среди произведений о сельской жизни и родных местах совершенно неожиданно оказался почти шпионский роман Май Цзя «Козни». Действие романа происходит в середине века, в 30-60 годах, а события разворачивается вокруг контрразведки. В один узел сплетаются прослушивание радиопередач и семейные неурядицы, дешифровка и любовь, математический гений и страсть. Три части романа — «Слушающий ветер» («听风者», «Тинфэнчжэ»), «Видящий ветер» («看风者», «Каньфэнчжэ») и «Ловящий ветер» («捕风者», «Буфэнчжэ») — раскрывают три принципиально разных метода работы разведки. Легкий для чтения, захватывающий роман, написанный с большой долей юмора, был хорошо встречен читателями, а его включение в список лауреатов говорит о том, что Литературная премия Мао Дуня стала более внимательно относиться к общественному мнению.
4. «Блестящие озёра и живописные горы» («湖光山色», «Хугуан шаньсэ») Чжоу Дасиня
Чжоу Дасинь представил читателям ещё один роман о сельской жизни — «Блестящие озёра и живописные горы». Однако в отличие от других авторов он сконцентрировался не столько на описании традиционного или современного уклада деревни, сколько на той страшной ломке, которая происходит в столкновении деревни и города: тяжелый, почти невыносимый труд и стремление к лучшей жизни, осенний сбор урожая и сезонные заработки в Пекине — картина получилась очень трагичная. Критики отметили этот роман как необходимый к прочтению для понимания современной ситуации в Китае — писателю удалось подчеркнуть пропасть между двумя мирами, которая образовалась в последние несколько десятилетий.

### Литературная премия Мао Дуня 2011 года
1. «На плато» («你在高原», «Ни цзай гаоюань») Чжан Вэя
Вероятно, роман Чжан Вэя будет удерживать целый букет рекордов среди лауреатов Литературной премии Мао Дуня ещё не одни год: 20 лет работы, 4 500 000 иероглифов, 10 томов, 58 членов стипендиального комитета (из 61) проголосовали «за». Писатель сделал попытку охватить в своем колоссальном философско-историческом труде все аспекты взаимоотношений людей между собой, с обществом, религией, традициями, системами взглядов. По мнению большинства членов жюри, его работа — это одна из наиболее значительных попыток не только в Китае, но и во всем мире, создать всеобъемлющую энциклопедию закоулков человеческой души. И во многом эту попытку можно считать успешной. Опубликованный в 2010 году, он был признан одним из лучших по результатам года редакциями многих литературных журналов КНР, и несмотря на пугающий объём продолжает удерживаться в списках бестселлеров разных сетей книжных магазинов до сих пор.
2. «По небесам» («天行者», «Тяньсинчжэ») Лю Синлуна
В своем романе Лу Синлун обращается к теме, уже затронутой им за пятнадцать лет до этого в повести «Гуцинь» («凤凰琴», «Фэнхуанцинь»), — к повседневной жизни сельских учителей. Писатель рассказывает, как становятся настоящими героями десятки тысяч молодых людей, отправившихся во второй половине XX века в самые дальние уголки Китая, чтобы нести свет знаний сотням миллионов школьников, как они вынуждены превозмогать тяготы и трудности, о существовании которых городской житель даже не догадывается. Один из самых трогательных и пронзительных романов 2009 года.
3. «Лягушка» («蛙», «Ва») Мо Яня
С романом Лю Синлуна перекликается и «Лягушка» Мо Яня. В ней мастер магического реализма представляет читателям ещё одну ипостась интеллигента в деревне — врача. Главная героиня романа — Девушка — гинеколог в горной деревушке Гаоми, дочь прославленного военного врача Восьмой армии. Она молода, образована и смела, а принятые ею новорожденные здоровы и веселы, но в 60-е годы XX века работа сельского гинеколога не ограничивается только лишь принятием родов. Государственная программа контроля рождаемости КНР требует от неё пресечения нежелательных беременностей и проведения вазэктомии совсем ещё молодым юношам. «Мо Янь не только представил другого себя, он показал народу совсем иное китайское общество», — характеристика «Франкфуртер альгемайне», которую вынесло на обложку немецкого перевода этой жестокой истории издательство.
4. «Массаж» («推拿», «Туйна») Би Фэйюя
Если герои Моя Яня и Лю Синлуна были поставлены в непростые жизненные ситуации социумом, то Би Фэйюй обратился к изъянам человеческого тела: он предлагает окунуться читателю в беспросветно-мрачные будни слепого. Его герой — слепой мастер массажа — способен изгонять из душ своих клиентов мрак, но ничто не может рассеять мрак вокруг него. Писатель одним из первых обратился к проблеме слепых в китайском обществе, и по-настоящему уникальной атмосферы ему во многом удалось добиться благодаря многостороннему исследованию, в том числе плотному общению с сообществом слепых.
5. «Одна фраза стоит тысячи» («一句顶一万句», «И цзюй дин и вань цзюй») Лю Чжэньюня
Видный китайский критик Мо Ло впоследствии отметит: «На данный момент это самая сильная, самая значительная работа Лю Чжэньюня.» И действительно, роман, над которым писатель работал около трех лет, практически сразу после издания сыскал славу китайских «Ста лет одиночества». Особенный успех у читателя произведению, по мнению критиков, гарантировало и то, что писатель отказался от классического прочтения одиночества — его герои отнюдь не состоятельные люди, а совсем даже наоборот. В современном Китае, где проблемы индивидуальности, общения и одиночества сейчас обострены как никогда прежде, а особенно среди представителей нижнего и среднего классов, актуальность произведения позволяла ему на протяжении двух лет возглавлять списки национальных бестселлеров, впрочем — оно отлично продается до сих пор. Лю Чжэньюнь поставил пред собой задачу не просто зеркалом отразить то бесконечное одиночество, что засасывает современных китайцев, но пропустить его через себя, и, по мнению критиков, преуспел в этом.

### Литературная премия Мао Дуня 2015 года
1. «Трилогия в районе к югу от реки Янцзыцзян» (江南三部曲) Гэ Фэя
2. «Пейзаж с этой стороны» (这边风景) Ван Мэна
3. «Жизненный список» (生命册) Ли Пэйфу	
4. «Цветущие цветы» (繁华) Цзинь Юйчэна
5. «История о чиже» (黄雀记) Су Туна 

### Литературная премия Мао Дуня 2019 года[1][2]
1. 《人世间》 Лян Сяошэна
2. 《牵风记》 Сюй Хуайчжуна
3. 《北上》 Сюй Цзэчэня
4. 《主角》 Чэнь Яня
5. 《应物兄》 Ли Эра

### Литературная премия Мао Дуня 2023 года[3]
1. «Снежные горы великого края» (雪山大地) Ян Чжицзюнь
2. «Деревня Баошуй» (宝水) Цяо Е
3. «Бумба» (本巴) Лю Лянчэн — фантазийное повествование по мотивам калмыцкого героического эпоса «Джангар».
4. «Панорама рек и гор» (千里江山图) Сунь Ганьлу
5. «Эхо» (回响) Дун Си.